# Smallpools
Smallpools, es una banda de indie pop estadounidense, formada por cuatro integrantes: Sean Scanlon (vocalista, tecladista), Mike Kamerman (guitarra), Joe Intile (bajo) y Beau Kuther (batería). La banda fue formada en el año 2013, en Nueva Jersey, Estados Unidos.

## Historia

### Inicios de la banda (2013 - Inicio)
Mike Kamerman, originario de Marlboro, Nueva Jersey y Sean Scanlon, originario de Verplanck, Nueva York, comenzaron a participar de varias bandas desde el año 2007. Tras mudarse a Los Ángeles para desarrollar sus carreras musicales, Kamerman y Scanlon conocieron a Joe Intile y a Beaus Kuther, con quienes luego formarían la banda “Smallpools”.  

#### Primer single (Dreaming)
El 16 de mayo de 2013, lanzó de manera en línea el sencillo debut titulado “Dreaming”. Este, rápidamente alcanzó la primera posición en The Hype Machine, así como el puesto 23 del Billboard's Alternative Songs chart. Es la canción No. 7 en el Soundtrack del videojuego FIFA 14, esto provocó que la banda se volviera más famosa durante el año del lanzamiento del videojuego.

## Giras
Japón ,
Inglaterra

## Miembros de la Banda

### Miembros actuales
- Sean Scanlon - voces
- Mike Kamerman - guitarra
- Joe Intile - bajo
- Beau Kuther - batería

## Discografía

### Álbumes
| Año  | Título de álbum      |
| ---- | -------------------- |
| 2015 | LOVETAP!             |
| 2021 | LIFE IN A SIMULATION |

### Singles
| Año  | Canción            | Título Lanzamiento |
| ---- | ------------------ | ------------------ |
| 2013 | Dreaming           | Dreaming           |
| 2013 | Mason Jar          | Mason Jar          |
| 2013 | Over and Over      | Over and Over      |
| 2014 | Killer Whales      | Killer Whales      |
| 2013 | No Story Time      | No Story Time      |
| 2014 | Karaoke            | Karaoke            |
| 2015 | A Real Hero        | A Real Hero        |
| 2016 | Run With the Bulls | Run With the Bulls |
| 2017 | Million Bucks      | Million Bucks      |
| 2017 | Passenger Side     | Passenger Side     |